# カジミェシュ2世
カジミェシュ2世スプラヴィエドリヴィ（Kazimierz II Sprawiedliwy, 1138年 - 1194年5月5日）は、ポーランド大公（在位：1177年 - 1190年、1190年 - 1194年）。ポーランド大公ボレスワフ3世と2度目の妃サロメ・フォン・ベルク＝シェルリンゲンの末子。ヴワディスワフ2世の異母弟、ボレスワフ4世、ミェシュコ3世、ヘンリクの同母弟。正義公（the Just 波：Sprawiedliwy）とも呼ばれている。マウォポルスカ・ピャスト家の祖。
父は死去にあたって、遺言状によりポーランド王国の領土を多くの子供達に分割相続させていた。このため、ポーランドは分裂状態となり、ポーランド王はクラクフとその周辺を領するだけの一諸侯に過ぎなくなってしまった。
カジミェシュ2世は1177年、貴族の支持を得て兄でクラクフ領主でもあったヴィエルコポルスカ公ミェシュコ3世を追放し、ポーランド大公として即位した。その後は王権強化のためにウクライナなどへの進出も行なったが、ミェシュコ3世に短期間公位を奪われ、国内では貴族による反乱が起こるなど、王権は常に不安定であった。1194年に死去、息子のレシェク1世が後を継いだ。

## 子女
1163年頃、モラヴィアのズノイモ公コンラート2世の娘ヘレナと結婚、7人の子を儲けた。
1. マリア（1164年 - 1194年） - 1178年にキエフ大公フセヴォロド4世と結婚
2. カジミェシュ（1165年 - 1167年）
3. ボレスワフ（1168年/1171年 - 1182年）
4. オドン（生没年不詳、夭折）
5. アデレード（1177年/1184年 - 1211年） - サンドミェシュの聖ヤコブ修道院長
6. レシェク1世（1186年 - 1227年）
7. コンラト1世（1187年 - 1247年）